# ピパ科
ピパ科（Pipidae）は両生綱 無尾目（カエル目）に属する分類群の一つ。この科の基準属（分類体系上で、ある科を認識・確認するための基準となる属のこと）はピパ属（Pipa）である。

## 分布
アフリカ大陸（エチオピア区）と南米大陸（新熱帯区）のみに分布する。この特徴的な分布様式は、アフリカと南米とが一続きであったとする大陸移動説により、容易に説明出来る。大陸移動説が浸透する以前は、この科がアフリカからユーラシア大陸（旧北区）、北米大陸（新北区）を経由して南米大陸に進入した後、旧及び新北区では絶滅したために現在の分布様式が成立したとする考えが主流であった。

## 形態
- 成体

小型の種（コンゴツメガエル）で4 cm程、大型の種（ピパ）では15 cm程になる。ピパ科に属する全ての現生種が完全水性であるため、他の無尾類と異なる形質を多数有する。例えば、体は扁平で後肢、水かきが発達しており、種によっては側線系を有している。更に、舌を欠き、眼が非常に小さい。瞳孔は円形で、目蓋は無いか、有するとしてもさほど発達しない。
- 幼生（オタマジャクシ）

形態が最も特殊化しておらず、口器に歯列や複雑な唇を有さない。また、左右の鰓室は分離してそれぞれ独自に外部へ排水する開口部（呼吸孔）をもつため、腹側に呼吸孔が二つある。

## 生態
変態後も水から出ることが無いほぼ完全な水性で、河川や池沼に生息する。舌を欠いていることから、餌は周囲の水とともに一気に飲み込み、口を完全に閉じる前に水だけを吐き出す摂食方法をとる。また、この分類群に属する種の繁殖様式は非常に特徴的である。まず、抱接の仕方が一般的なカエルとは異なり、雄は雌の腰部を抱く。更に、ピパなど保育行為を行う種がいる。また、当然のことながら他の無尾類と同様に広告音を発する。

## 分類

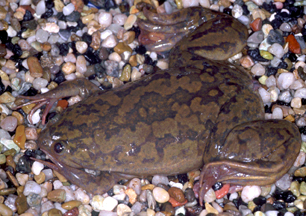
アフリカツメガエル
Xenopus laevis

現生種は5属31種が知られている。他複数の化石種を含む。
- コンゴツメガエル属 Hymenochirus （4種）
- ピパ属（コモリガエル属） Pipa （7種）
- コンゴツメガエルモドキ属 Pseudohymenochirus （1種）
- ネッタイツメガエル属 Silurana （2種）
- ツメガエル属 Xenopus （17種）

## 系統関係
- ピパ科の系統関係

ピパ科はメキシコジムグリガエル科やスキアシガエル科と姉妹群を成すと考えられている。最近の系統解析の結果では、ピパ科は先ずメキシコジムグリガエル科と姉妹群を成すようである(Frost et al., 2006)。
- 下位分類群の系統関係

従来の系統関係に基づいた分類体系の一例を以下に示す。
- ピパ亜科 Pipinae

ピパ属
- ネッタイツメガエル亜科 Siluraninae

ネッタイツメガエル属
- ツメガエル亜科 Xenopodinae

コンゴツメガエル属　コンゴツメガエルモドキ属　ツメガエル属
ただし、最近の系統解析の結果による分岐順序は、コンゴツメガエル、ピパ類2種、ネッタイツメガエル、ツメガエル類2種、であり、必ずしも上記分類体系とは一致していない。